# Юбэнкс
Юбэнкс (англ. Ewbanks) — невключённая территория туншипа Эллингтон в округе Адамс (штат Иллинойс, США). Расположена вдоль железной дороги к северо-востоку от Куинси.